# Delitos sexuales durante el terrorismo de Estado en Argentina
Los delitos sexuales durante el terrorismo de Estado en Argentina comprenden la violencia sexual cometida en el marco del Operativo Independencia y la dictadura cívico-militar que estuvo vigente desde 1976 hasta 1983. Los delitos sexuales fueron denunciados por primera vez durante el juicio a las Juntas Militares en 1985. En 2010 comenzaron a ser juzgados como delitos autónomos de lesa humanidad, debido a la incorporación de la perspectiva de género en los procesos judiciales.

## Historia
En el informe Nunca Más publicado en 1984 por la Conadep se presentó un número parcial de personas desaparecidas denunciadas, la existencia de centros clandestinos de detención, y se elaboró una reconstrucción parcial del plan sistemático que operó durante el terrorismo de Estado en Argentina. En ese informe se reconocen los delitos sexuales como formas de tortura durante el secuestro en centros clandestinos de detención (CCD).
En el marco del juicio a las Juntas militares en 1985 los abusos sexuales cometidos durante el terrorismo de Estado fueron juzgados dentro del conjunto de padecimientos sufridos en cautiverio, los que eran calificados globalmente como «tormentos». Este modo de calificar los hechos impedía reflejar la especificidad de la agresión sufrida por la víctima de los delitos sexuales.
Los testimonios de las víctimas relataron violaciones individuales y grupales, amenazas de violaciones, exhibición forzada, esclavitud sexual, embarazos y abortos forzados, mutilaciones, violencia obstétrica y partos en condiciones inhumanas, entre otros delitos sexuales cometidos en los centros clandestinos de detención.
Las declaraciones obtenidas durante la investigaciones de las causas por delitos de lesa humanidad dan cuenta que estos crímenes se perpetraron en centros clandestinos de detención, que funcionaron en dependencias de las fuerzas de seguridad y de las Fuerzas Armadas, ingenios, escuelas, hospitales, pero también en casas de los represores, incluso en la vía pública o casas de las víctimas.
Si bien principalmente las víctimas fueron mujeres, niñas y adolescentes, también se registraron delitos sexuales contra varones, travestis y mujeres trans con el objetivo explícito de deshumanización.
En 2012, y a partir del avance del juzgamiento de estos delitos en los juicios de lesa humanidad, la Unidad Fiscal de Coordinación y Seguimiento de las causas por violaciones a los derechos humanos cometidas durante el terrorismo de Estado redactó un documento titulado Consideraciones sobre el juzgamiento de los abusos sexuales cometidos en el marco del terrorismo de Estado.

## Sentencias con condenas por delitos de violencia sexual
Los primeros juicios por delitos de lesa humanidad que consideraron la violencia sexual como delitos autónomos fueron en Mar del Plata y Tucumán. Estas sentencias marcaron un antecedente para otros procesos judiciales.
A partir de estos juicios orales y públicos fue que se allanó el camino para que otros tribunales de diferentes puntos del país comiencen a juzgar los delitos sexuales cometidos en el contexto de un plan sistemático de desaparición forzada y exterminio, como delitos de lesa humanidad.

### Causa Mar del Plata
La sentencia del Tribunal Oral Federal (TOF) de Mar del Plata por la causa N.º 2086: «Molina, Gregorio Rafael s/ privación ilegal de la libertad, etc.», que tuvo lugar en 2010, fue la primera vez que en Argentina se condenó por delitos sexuales como delitos autónomos de lesa humanidad. En esta oportunidad el imputado Gregorio Rafael Molina, jefe de la Base Área de Mar del Plata, fue condenado, entre otros delitos, por seis hechos constitutivos de violación, uno de ellos en grado de tentativa, cometidos en el centro clandestino de detención conocido como «La Cueva», que funcionó dentro de la Base Aérea de la ciudad de Mar de Plata.

### Megacausa Jefatura II - Arsenales II
La causa «Arsenal Miguel de Azcuénaga y Jefatura de Policía de Tucumán s/ secuestros y desapariciones», tuvo su juicio entre 2012 y 2013 en el Tribunal Oral Federal de Tucumán, conocida como «Megacausa Jefatura II-Arsenales II». Constituyó  uno de los procesos judiciales más grandes que tuvieron lugar en Argentina hasta ese momento. Juzgó la responsabilidad de 41 imputados, entre ellos expolicías, exmilitares y exgendarmes, por delitos de lesa humanidad cometidos contra 215 víctimas, en los centros clandestinos de detención que se montaron en la Jefatura de Policía de Tucumán y en el Arsenal Miguel de Azcuénaga durante el terrorismo de Estado.
Una particularidad de este juicio, con respecto a otros anteriores que se habían celebrado en la provincia, fue que el Ministerio Público Fiscal (MPF), integrado por Leopoldo Peralta Palma, Pablo Camuña y Patricio Rovira, amplió la acusación contra 23 de los imputados por su participación en delitos sexuales en los centros clandestinos de detención. El tribunal oral aceptó ese pedido, pero respecto a 18 de los acusados, los cuales fueron condenados por delitos sexuales, entre otros delitos de lesa humanidad.

### Causa Villa Urquiza
Otro juicio relevante que tuvo lugar en Tucumán respecto a tema de delitos sexuales fue la causa «Álvarez Daniel y Otros S/Privación Ilegal de la Libertad Personal, Damnificado: Fernández Juárez María Lilia y Herrera Gustavo Enrique y otros», conocida como «Villa Urquiza» en 2014 en el Tribunal Oral Federal de Tucumán. En esta oportunidad cuatro de las diez condenas que se obtuvieron, fueron por el delito de violación sexual agravada y reiterada, entre otros delitos de lesa humanidad, cometidos dentro de la cárcel de Villa Urquiza.
De los testimonios aportados durante el juicio surge que las torturas, los abusos sexuales y violaciones estaban a cargo de la «patota de Hidalgo». Marcos Fidencio Hidalgo era comisario, miembro del Servicios de Informaciones Confidenciales (SIC) que dependía de la Jefatura de Policía de Tucumán (la cual también funcionó como CCD) y se desempeñaba como director de la cárcel. Al momento de realizarse el juicio ya había fallecido, pero varios policías y guardiacárceles que integraron «la patota» pudieron ser juzgados y condenados.

### Reconocimiento de las mujeres trans y travestis como víctimas del terrorismo de Estado
En 2024, un fallo judicial reconoció por primera vez a mujeres trans y travestis como víctimas de delitos de lesa humanidad durante el terrorismo de Estado, en el marco de la «Causa Brigadas». La fiscalía, al momento de los alegatos, explicó que «eran consideradas enemigas» por la dictadura al salirse de las normas sexogenéricas, lo que implicó que sufrieran violencias diferenciales por sus identidades de género.
Esta condena tiene antecedentes en el proceso de reconocimiento de los delitos sexuales contra las mujeres cis en los centros clandestinos de detención.
Desde 2006, hasta marzo de 2023, se dictaron 295 sentencias, en 47 de ellas se abordaron los delitos sexuales como delitos autónomos, según un relevamiento realizado por la Procuraduría de Crímenes contra la Humanidad. 154 de los 1114 condenados por delitos de lesa humanidad, recibieron penas por delitos de violencia sexual en casos que damnificaron a 179 mujeres y 33 varones.